# Chiesa delle Terese (Venezia)

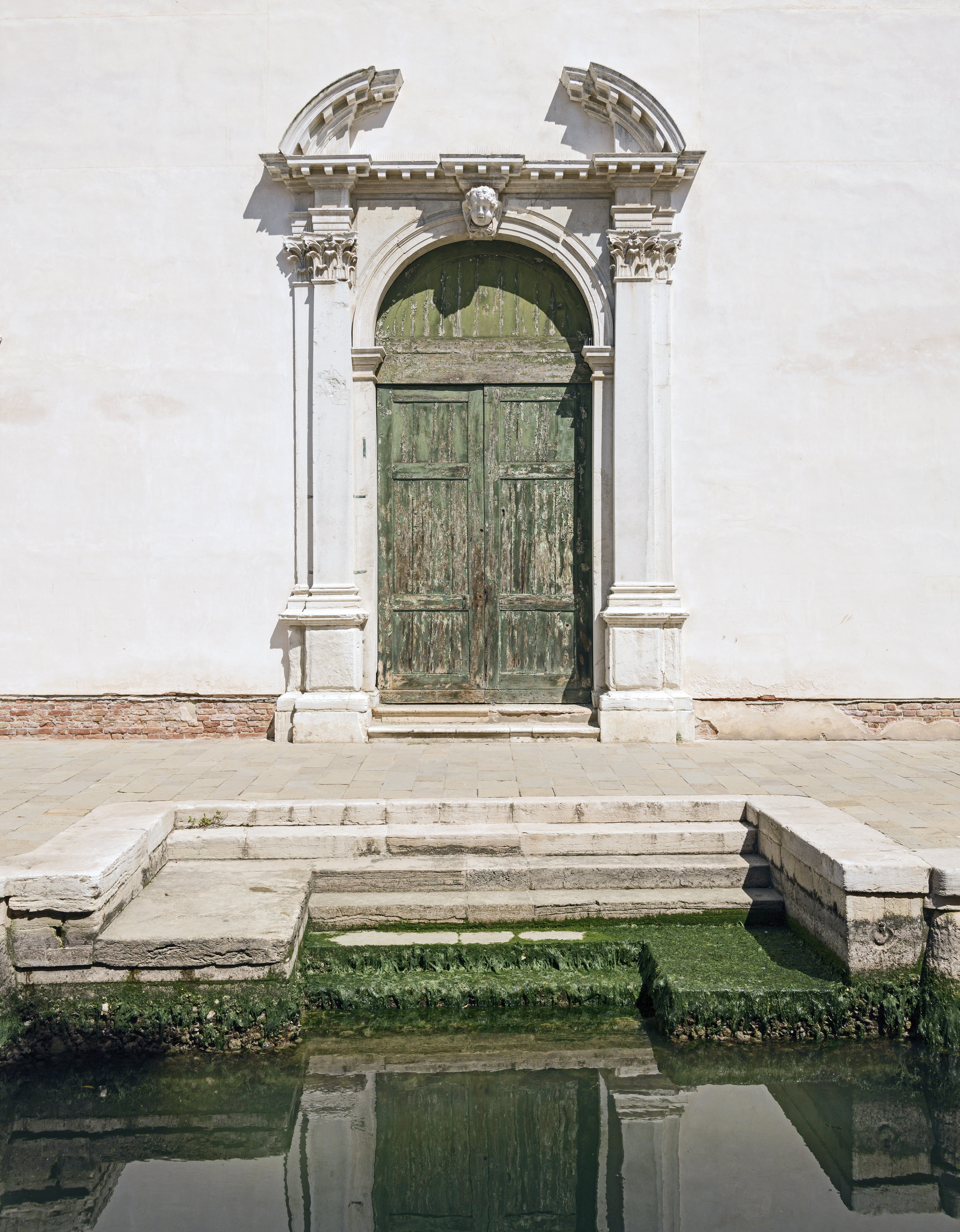
Portale sul rio delle Terese

La chiesa delle Terese o chiesa di Santa Teresa è una chiesa della città di Venezia, situata nel sestiere di Dorsoduro, in prossimità della chiesa di San Nicolò dei Mendicoli, di cui è sussidiaria.

## Storia
La chiesa fu edificata alla fine del XVII secolo su progetto di Andrea Cominelli e consacrata nel 1688.
Inizialmente ospitava anche il convento delle Terese, soppresso nel 1810 per far posto ad un orfanotrofio. Nel XX secolo il convento fu poi adibito a dormitorio per senzatetto, mentre oggi ospita le attività didattiche di alcuni corsi di laurea dello IUAV.

## Descrizione
All'esterno, l'edificio si presenta con una facciata quasi completamente disadorna, con un portale centrale e due porte laterali sormontate da semplici architravi, senza alcun altro elemento architettonico di rilievo.
L'interno è a pianta perfettamente quadrata e ricco di dipinti e decorazioni in stile barocco. Alla destra dell'ingresso è presente un ampio presbiterio e tutto attorno alla navata sono presenti diversi altari, ospitanti tutti un dipinto e separati da lesene terminanti in capitelli corinzi. Nel primo altare sul lato destro si trova la tela Sant'Orsola, la Maddalena e Angeli, opera del romano Francesco Ruschi. L'altare a destra del presbiterio ospita un dipinto di Fra Massimo da Verona raffigurante L'Arcangelo Michele e i santi Francesco di Paola, Andrea Corsini e Alberto. Nel presbiterio, sopra l'altare maggiore, si trovano due opere del pittore fiammingo Nicolò Renieri, Santa Teresa in gloria e Ritratto del senatore Giovanni Moro. Il primo altare a sinistra del presbiterio fu danneggiato durante la seconda guerra mondiale da una scheggia di bomba e il quadro in esso ospitato, Cristo in Croce e la Maddalena di Giovan Battista Langetti, fu trasferito al Museo del Settecento veneziano di Ca' Rezzonico, dopo esser stato restaurato nel 1949. A sinistra dell'organo del Settecento si trova una Madonna del Carmelo e Santi realizzata da Jacopo Guarana.
L'altare maggiore, risalente al Settecento, è caratterizzato da ricche decorazioni in marmo in stile barocco ed è delimitato da un'ampia struttura ad archi a tutto sesto.
Il soffitto è piatto, tranne che in corrispondenza dell'altar maggiore, e ospita un altro dipinto di Santa Teresa in gloria, attribuito anch'esso a Nicolò Renieri.
Nella sacrestia si trovano una Madonna con putto e Santi di anonimo del XVI secolo, un crocifisso in legno presumibilmente risalente al XVII secolo e un altorilievo in marmo con I sedici martiri Gesuiti dello stesso periodo.
A completare il complesso, sul lato sinistro della chiesa, vi sono gli edifici dell'ex-convento, che racchiudono un chiostro interno delimitato da logge e portici ad ampie arcate.